# 長谷川忠国
長谷川 忠国（はせがわ ただくに）は、江戸時代前期から中期にかけての武士。江戸幕府旗本、飛騨代官。家禄は450俵。

## 生涯
明暦3年（1657年）、長谷川忠候の子として誕生。
宝永6年（1709年）、勘定となる。享保3年（1718年）、但馬国生野に赴任し、同役の石川信統と共に立会預り支配し、享保4年（1719年）からは越後国の幕府領を預り支配する。
享保5年（1720年）、代官となり、陸奥国岡陣屋支配となる。同年には役料200俵を給う。享保7年（1722年）、出羽国漆山陣屋へ場所替えとなる。享保8年（1723年）、寒河江代官・森山実輝と共に由利・庄内で定免法を実施する。出羽国支配中の同9年（1724年）、旧来の法を改め、廻船の便利を良くしたことにより米穀の値段が増し、荒廃地の開墾に繋がった。その功により100俵を加増される。
同年から飛騨代官に転任し、享保11年（1726年）から出張陣屋を美濃国下川辺に設置する。飛騨代官転任時に、引渡し諸書物を吟味したところ、山中に帳面外の榑木26万挺を発見したことにより、国内の木の伐採を3年中止し、不要材を売却したことで、金10万両の利益を出す。その功により、10分の1金を下されるところ辞退した。享保11年（1726年）、支配所の事務に精を入れたことにより租税が増加しその取計いの良いことから150俵を加増され、合計450俵の家禄となる。
享保13年（1728年）5月18日、死去。享年72。子の忠崇が家督を継ぎ、飛騨代官となった。

## 経歴
- 宝永6年（1709年） 勘定となる。
- 享保3年（1718年） 但馬国生野に赴任する。
- 享保5年（1720年） 代官となる。
- 享保7年（1722年） 漆山陣屋へ転任となる。
- 享保9年（1724年） 飛騨代官へ転任となる。
- 享保13年（1728年） 死去。